# Franz Hengsbach
Franz Hengsbach (Velmede, Renania del Norte-Westfalia, 10 de septiembre de 1910-Essen, 24 de junio de 1991) fue un cardenal católico alemán, obispo de Essen (1958-1991).

## Biografía

### Formación universitaria
Hijo de Johann y Theresia Hengsbach. El matrimonio tuvo ocho hijos, siendo Franz el primogénito. Su tío Konrad Hengsbach fue pastor de la parroquia de San José en Gelsenkirchen (1922-1952). Hengsbach comenzó sus estudios en el Gymnasium Petrinum Brilon (1925-1926), realizó los estudios de secundaria en el Gymnasium Theodorianum en Paderborn (1926-1931). Durante este tiempo vivió en el seminario para niños Liborianum en Paderborn.
Tras graduarse de los estudios de secundaria, Hengsbach se integró en el Arzobispado de Paderborn y estudió filosofía y teología católica. En 1933 se mudó a la Universidad de Friburgo, donde se convirtió en miembro del Katholische Deutsche Studentenverbindung Hercynia en Friburgo de Brisgovia. En 1934 regresó a Paderborn. En 1944 realizó el doctorado en Teología en la Universidad de Münster con Adolf Donders con una disertación sobre La naturaleza de la Anunciación: un examen homilético sobre la base paulina. También fue miembro del VKDSt Saxonia Münster.

### Carrera eclesiástica
El 13 de marzo de 1937 fue ordenado sacerdote por el arzobispo Caspar Klein en Paderborn y ese año asumió su primer puesto como vicario en la parroquia de Santa María en Herne-Baukau. Nombrado secretario general de la Asociación Académica Bonifacio (1946-1948), compatibilizó dicho cargo con el de secretario general para la preparación del Congreso Católico alemán (1947) y fue responsable del 73.er Congreso Católico Alemán en Bochum (1949).
En 1948 fue nombrado jefe del servicio pastoral del arzobispo de la Archidiócesis de Paderborn, que dirigió hasta 1958. Durante este tiempo también fue nombrado secretario general del Comité Central de Católicos Alemanes y Prelado de la Casa Papal (1952), y finalmente, obispo titular de Canbano y obispo auxiliar en Paderborn el 20 de agosto de 1953.
Su ordenación episcopal tuvo lugar el 29 de septiembre de 1953 en la catedral de Paderborn, a cargo del arzobispo de Paderborn, Lorenz Jaeger. Los co-consagrantes fueron el obispo auxiliar Friedrich Maria Rintelen y el obispo Wilhelm Weskamm de Berlín. El 18 de noviembre de 1957 Hengsbach fue nombrado obispo de la recién fundada diócesis de Essen y entronizado el 1 de enero de 1958. El anillo de su obispo, ahora exhibido en el tesoro de la catedral de Essen, adornaba una pieza de hulla enmarcado en lugar de una piedra preciosa. En 1960, el papa Juan XXIII le nombró miembro de la Comisión Preparatoria del Consejo para los Laicos. Además de su función como obispo de Essen, también fue obispo castrense (1961-1978) para la Bundeswehr, y desde 1968 fue al mismo tiempo, responsable de la pastoral del Servicio militar alternativo. Fundó la oficina de prensa episcopal en la diócesis de Essen. Esta institución era la única en Alemania en ese momento. También tuvo una larga amistad con su director Wilhelm Bettecken.
La Conferencia Episcopal Alemana creó la Acción Episcopal Adveniat para ayudar a la Iglesia en Latinoamérica, y nombró a Hengsbach presidente. Él había sido su inspirador y promotor.
Durante el Concilio Vaticano II, fue miembro de la Comisión Preparatoria y, posteriormente relator de las comisiones conciliares para el Apostolado de los Laicos y del Esquema XIII, que en su desarrollo llegaría a ser la constitución pastoral Gaudium et spes.
En 1966 promovió los Coloquios de Essen, centrados en indagar sobre las relaciones Iglesia-Estado.
En 1973 fue nombrado miembro de la Sagrada Congregación para el Clero y del Comité Central para el Año Santo. El 29 de mayo de 1988, el Papa Juan Pablo II anunció su nombramiento como cardenal; Su inclusión en el Colegio de Cardenales tuvo lugar en el consistorio del 28 de junio de 1988 en Roma. Tomó posesión de su iglesia titular, Nuestra Señora de Guadalupe, el 10 de diciembre de 1988.
Su renuncia, que de acuerdo con las disposiciones del Código de Derecho Canónico presenta cada obispo al alcanzar los 75 años de edad, fue aceptada por el Papa Juan Pablo II cinco años después. Concretamente el 21 de febrero de 1991, lo que puede considerarse como un gran reconocimiento al trabajo realizado por el prelado alemán. 
Tras una grave enfermedad, falleció en la madrugada del 24 de junio de 1991 en el Hospital Elisabeth de Essen. Fue enterrado en una cripta diseñada por Emil Wachter West (llamada cripta Adveniat) en la Catedral de Essen. Su sucesor, al frente de la diócesis fue Hubert Luthe.

### Orden de los Caballeros del Santo Sepulcro
En 1954 fue nombrado Caballero de la Orden Ecuestre del Santo Sepulcro de Jerusalén por el Cardenal Gran Maestro Nicola Canali. El 8 de diciembre de 1954 entró en la Iglesia de la Orden de la Basílica de San Andrés junto con Lorenz Jaeger, Gran Prior de la Lugartenencia Alemana.
De 1975 a 1991 fue Gran Prior de la Lugartenencia alemana de la Orden del Santo Sepulcro de Jerusalén.
Por su trabajo en Tierra Santa, fue galardonado en 1979 por el cardenal gran maestro Maximilien de Fürstenberg con la Palma de oro de Jerusalén.

### Secuestro de Theo Albrecht
El 29 de noviembre de 1971, Theo Albrecht, uno de los dos propietarios de Aldi, fue secuestrado. El secuestro duró diecisiete días, llegando a su fin tras la entrega de siete millones de marcos de rescate por parte de Franz Hengsbach, que actuó de intermediario. La entrega del rescate por parte del obispo llegó a un acuerdo con la familia Albrecht. El investigador jefe de Essen, Hans Kirchhoff, había organizado el 82.º Día Católico Alemán de 1968 en Essen para Hengsbach. Vio en el obispo de Essen al hombre que podía despertar la mayor confianza en los secuestradores. Posteriormente, y tras haber actuado en este caso, Hengsbach fue mediador durante poco tiempo en la crisis de rehenes de Gladbeck en una conversación en 1988.

### Retirada del permiso de enseñanza para Uta Ranke-Heinemann
El 9 de junio de 1987, el obispo auxiliar de Essen, Wolfgang Große, le pidió a la teóloga Uta Ranke-Heinemann que hiciera una declaración vinculante sobre el tema del nacimiento virginal, porque sus declaraciones en los medios habían provocado desconcierto e irritación. Pocos días después, el 13 de junio de 1987, Ranke-Heinemann persistió en su postura inicial sobre el nacimiento de la Virgen María en un programa de televisión, señalando que el nacimiento virginal no era biológico. Ante estos hechos, Hengsbach a través de una carta fechada el 15 de junio de 1987, le retiró el permiso de enseñanza.

### Otros honores
El 9 de mayo de 1974 recibió el doctorado honoris causa por la Universidad de Navarra, de manos del Gran Canciller de dicha Universidad, mons. Josemaría Escrivá de Balaguer.
Un puente de su ciudad natal, Velmede, lleva el nombre: el Puente del Cardenal Hengsbach.
El Centro de Conferencias Episcopales para la Educación Sacerdotal, la Educación Pastoral y los Retiros en la diócesis de Essen se llama Casa del Cardenal Hengsbach.
El 13 de octubre de 2011, se descubrió un monumento a Hengsbach en el patio de la catedral de Essen, al norte de la plaza del castillo de Essen. La figura de bronce coloreada, diseñada por el escultor Silke Rehberg de Münsterland, fue financiada por la Fundación Alfried Krupp von Bohlen y Halbach y las Industrias Evonik.
Hengsbach era hincha del FC Schalke 04 por lo que el club lo nombró miembro honorario.